# 山东省铸钱局
山东省铸钱局，简称山东省局，后改称宝济局，清代设立于山东省济南府的铸钱局。

## 历史

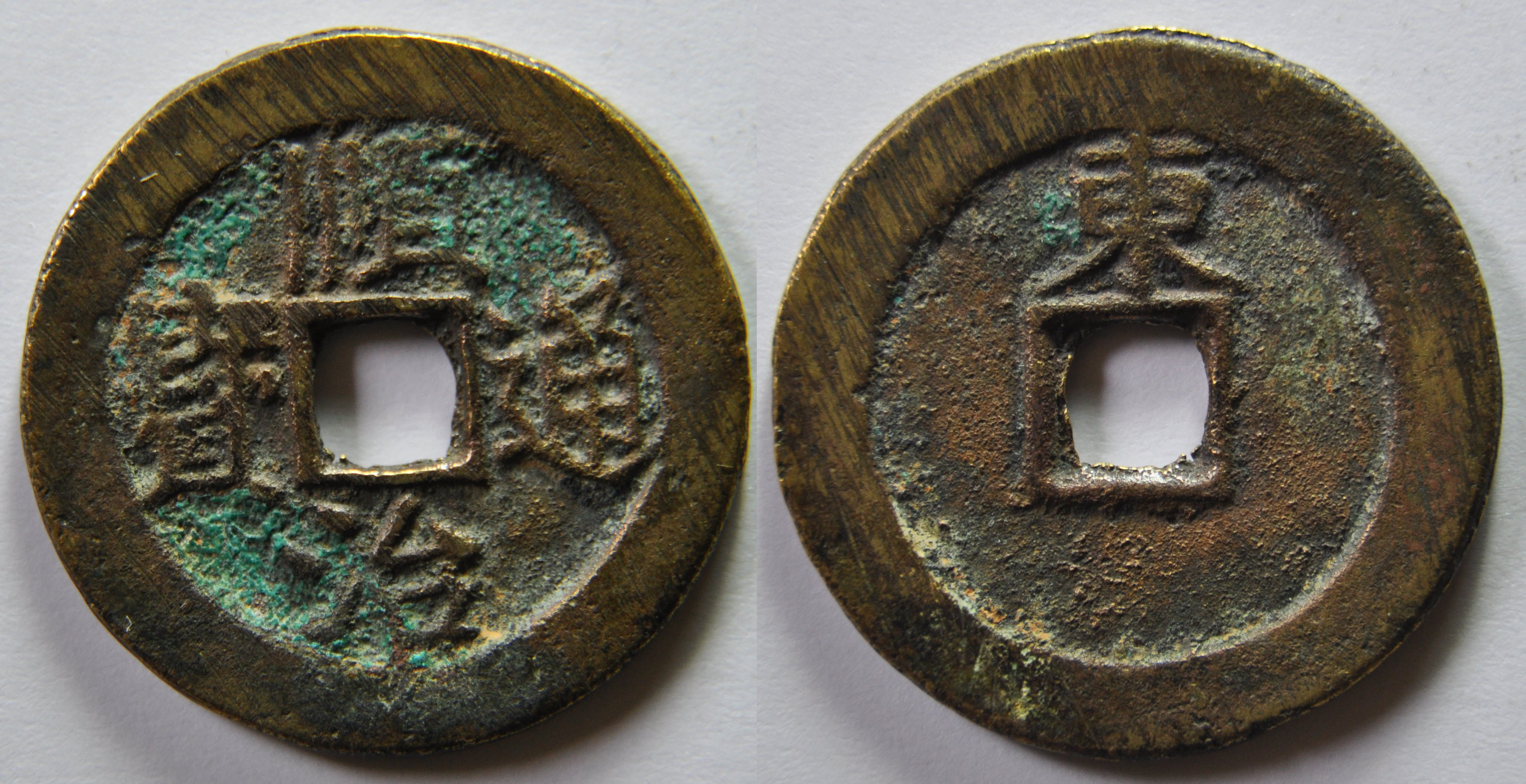
山东省局顺治通宝背上东铜钱

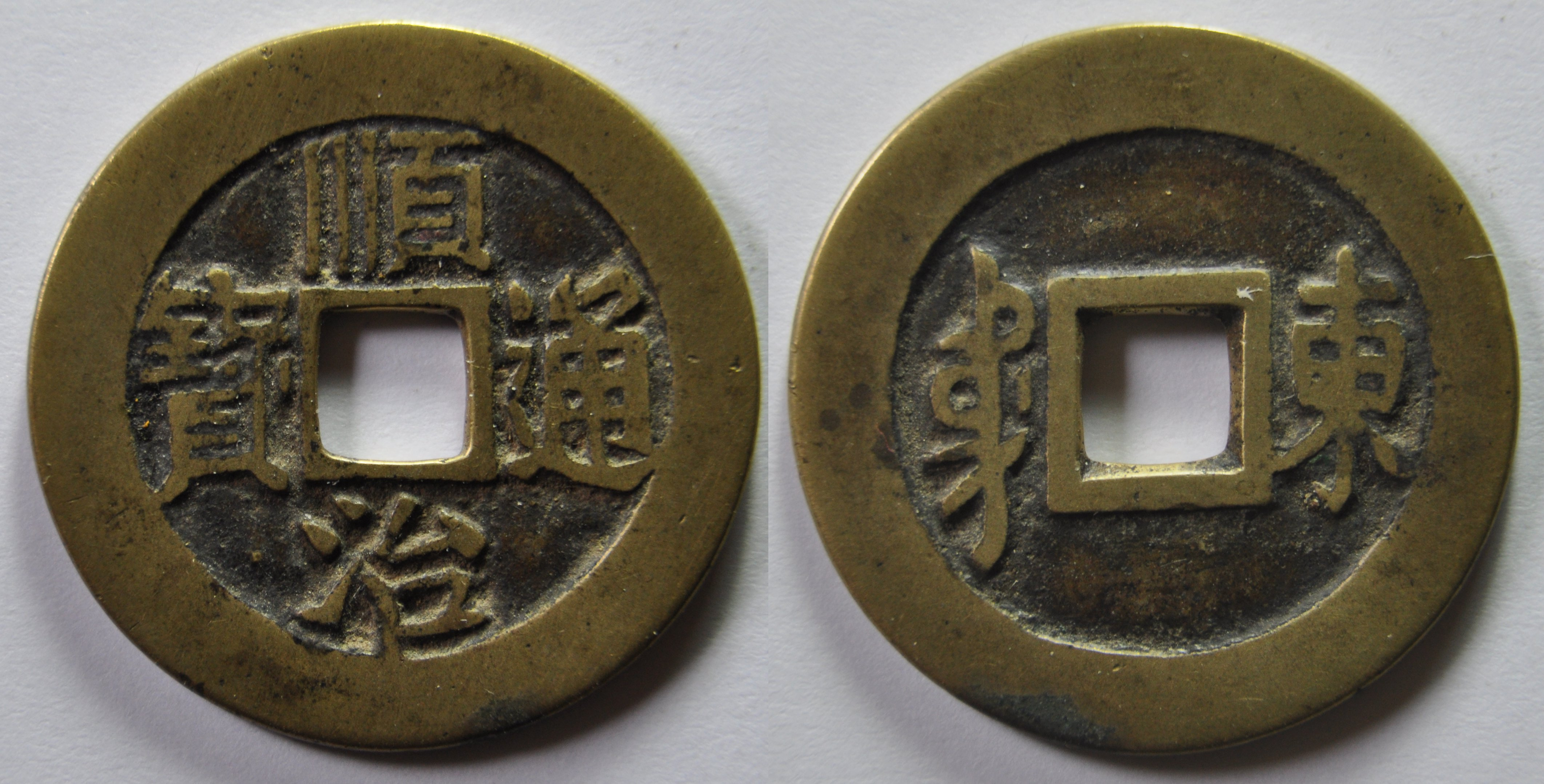
山东省局顺治通宝背满汉东铜钱

清世祖顺治元年（1644年），在北京开设宝泉局和宝源局铸造“顺治通宝”钱。顺治二年（1645年），各省、镇先后开局铸钱，山东省铸钱局于顺治六年（1649年）开设:17。按当时规定，制钱每枚重一钱二分，每十枚值白银一分，即一千文等于白银一两。顺治八年（1651年），山东省局停铸。期间所铸造钱币按照版式为顺治单字记局钱，也称顺治二式，其特点是钱背铸有一个汉字来表示铸钱局，山东省局的所用的汉字是“东”。记局钱汉字的位置又有穿上和穿右的区别，其中右字的开铸时间比上字的早。背“东”字记局的顺治二式钱，穿上的和穿右的两者均有出土。:16
顺治十年（1653年），顺治通宝第三式“一厘钱”开铸，山东省局也改铸背文为“东一厘”的新钱，其钱背穿左铸汉文“一厘”记值，穿右铸“东”记局，钱重一钱二分五厘，规定每一千枚值白银一两。:23-24顺治十四年（1657年），户部令地方各局停铸旧钱，仅由中央的宝泉、宝源两局铸每文重一钱四分的顺治通宝第四式新钱。顺治十七年（1660年），户部提准重开十五个地方钱局开铸顺治通宝第五式钱，钱重亦为每文一钱四分，其特点是钱背穿左铸有满文记局，穿右铸有汉字记局，山东省局开铸背满汉文“东”字钱。:28-29:9-14
顺治十八年（1661年）正月，清世祖去世，清圣祖康熙继位，各钱局铸“康熙通宝”钱。次年（1662年）正式改元“康熙”，但除宝泉局和江宁府局二局之外的其他各钱局均停铸。:34-35康熙六年（1667年），户部题准复开各省钱局。康熙九年（1670年），山东省局等多个钱局停铸。山东省局所铸“康熙通宝”背面有满汉文“东”记局。:36
康熙六十一年（1722年）十一月，清圣祖去世，清世宗雍正继位。清廷规定一省仅设一个铸局，临清镇局并入山东省局。另外，户部议准各省铸钱背文改为全是满文的样式，穿左为满文“宝”字，穿右表示各省的一字，山东省局所铸“雍正通宝”，背文为满文“宝济”，因此山东省局又被称为“宝济局”。:54
雍正十一年（1733年），钱重改为一钱二分。:58雍正十三年（1735年）八月，清世宗去世，清高宗乾隆继位。次年（1736年）改元“乾隆”，宝济局开铸“乾隆通宝”钱，背文为满文“宝济”。乾隆三年（1738年），宝济局停铸。:93
咸丰四年（1854年）十一月，山东省重设宝济局，铸当十、当五十“咸丰重宝”和当百“咸丰元宝”。不久，除当十之外的大钱先后停铸。宝济局咸丰钱分“尔”宝和“缶”宝两个系列，都很稀少，由于“尔”宝钱币多出土于山东临清，可能为原临清镇局铸造:198。同治年间，宝济局铸有少量“同治通宝”，不久宝济局停撤，此后再未重开。